# Воздушные разведывательные силы (Сирия)

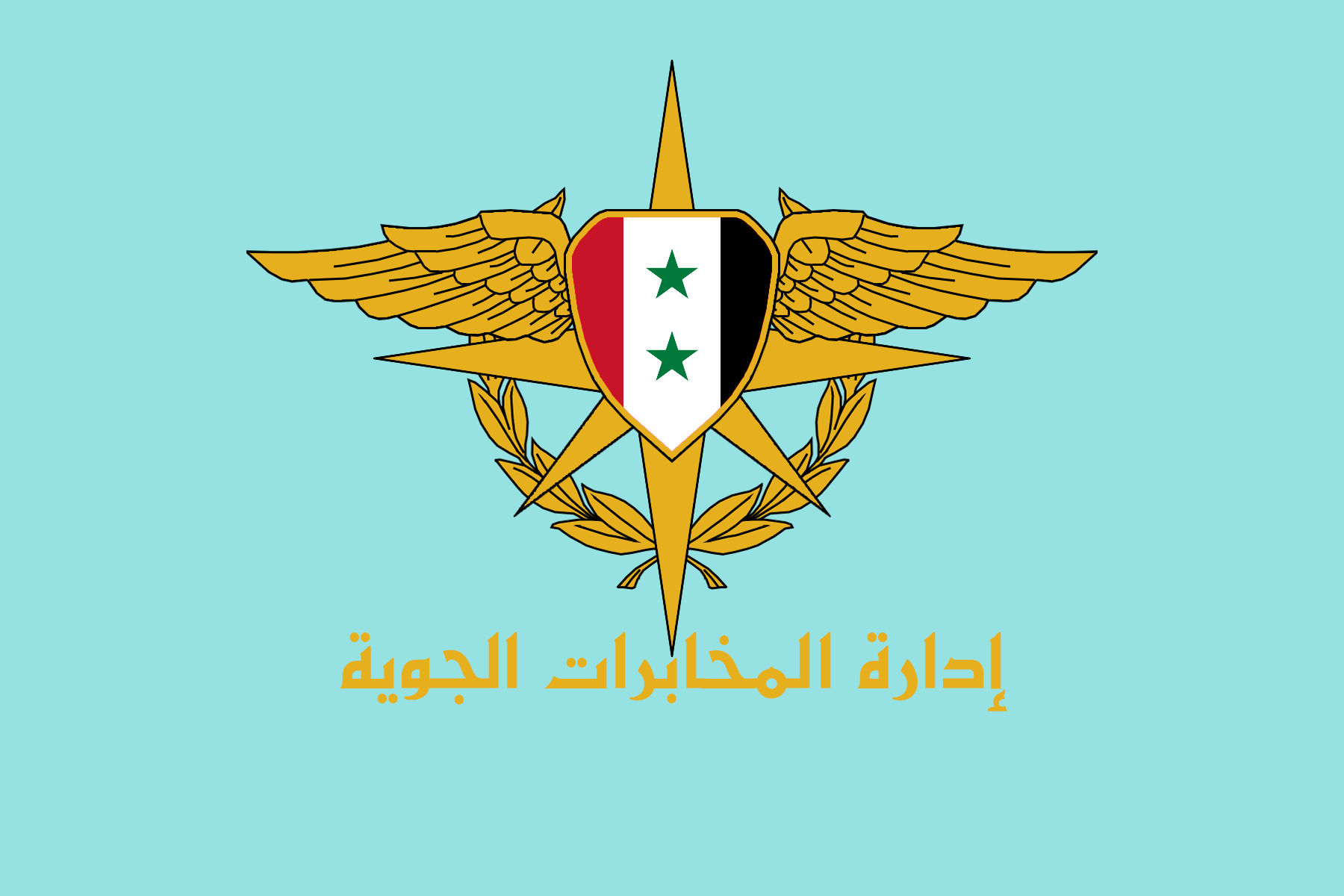
Флаг Воздушных разведывательных сил Сирии

Воздушные разведывательные силы (араб. إدارة المخابرات الجوية‎) — одна из спецслужб разведывательного сообщества Сирийской Арабской Республики.
По некоторым оценкам, является самой влиятельной спецслужбой Сирии со времён Хафеза Асада.
Вопреки своему названию, помимо собственно военно-воздушной разведки, эта спецслужба проводит активные боевые операции против противников режима как в самой Сирии, так и за её пределами. Например, воздушные разведывательные силы сыграли главную роль в подавлении восстаний «Братьев-мусульман» в 1970-х — 1980-х, а в декабре 1999 провели общенациональную «охоту» на членов Исламской либеральной партии Хизбал-Тахрир (запрещена в РФ как террористическая организация).
Первым руководителем службы был генерал-майор Мухаммад ал-Хаули, который возглавлял ВРС на протяжении почти четверти века. Генерал ал-Хаули был доверенным лицом президента Хафеза Асада и имел офис рядом с президентом в президентском дворце.
С 2009 ВРС возглавляет генерал-майор Джамиль Хассан, по вероисповеданию — алавит, ранее занимавший должность в органах безопасности в провинции Дейр-эз-Зор. Входит в ближайшее окружение Башара аль-Асада.
Наряду с другими сирийскими спецслужбами, ВРС принимают участие в подавлении протестов против режима Башара аль-Асада. В конце апреля 2011 сотрудники ВРС применили слезоточивый газ и боевые патроны для разгона толп демонстрантов, которые вышли на улицы в Дамаске и других городах после полуденной молитвы. В мае 2011 Евросоюз объявил о запрете поездок в Европу и замораживании активов генерала Хассана за участие в репрессиях гражданского населения.

## Руководители Воздушных разведывательных сил Сирии
- Мухаммад ал-Хаули (1963—1987)[6]
- Ибрагим Хувейджи (1987—2002)[6][7]
- Из ад-Дин Исмаил (2002 — ?)[8]
- Абдул-Фаттах Кудсийя (? — 2009)[9][10]
- Джамиль Хассан (2009 — июль 2019)[4][10]
- Гассан Джаудат Исмаил (июль 2019 — настоящее время)[11]